# Ilhas Solovetski
As ilhas Solovetski (em russo:  Солове́цкие острова́, Соловки́) são um arquipélago no golfo de Onega, mar Branco, norte da Rússia, que integram o oblast de Arkhangelsk como distrito de Solovetski. As ilhas dispõem de um aeroporto, o aeroporto de Solovki. A área total é de 347 km² e a população era de 968 (em 2002), um decréscimo face ao censo soviético de 1989, quando era 1317 habitantes. O arquipélago das Solovetski tem sido habitado desde o século V a.C. e podem-se encontrar restos de habitações humanas que remontam ao V milénio a.C.. Foi um lugar de grande atividade monástica desde o século XV, com várias igrejas que datam dos séculos XVI a XIX. «O conjunto histórico e cultural das ilhas Solovetski» foi declarado património da Humanidade pela UNESCO en 1992.
Este arquipélago é formado por seis ilhas conhecidas em conjunto como Solovki:
- Ilha Bolshoy Solovetski - 246 km²
- Ilha Anzerski (Anzer) - 47 km²
- Bolshaya Muksalma - 17 km²
- Malaya Muksalma - 0,57 km²
- Bolshoy Zayatski - 1,25 km²
- Maly Zayatski - 1,02 km²

As ilhas separam a baía de Onega do mar Branco. A terra continental mais próxima é a península de Onega.
As costas são rochosas, e formadas por granitos e gnaisse. O relevo é algo irregular, mas sem grandes declives - o ponto mais elevado tem 107 m. Grande parte da área das ilhas está coberta por pinheiro-da-escócia e espruce-da-Noruega, e há muitos lagos unidos por canais construídos pelos monges que habitavam as ilhas.

## Mosteiro
Historicamente as ilhas foram o local do famoso Mosteiro de Solovetski, da Igreja Ortodoxa Russa. Foi fundado no segundo quartel do século XV por dois monges do mosteiro de Cirilo-Belozerski. no final do século XVI, a abadia era já um dos mais ricos proprietários de terras e um dos mais influentes centros religiosos na Rússia.

A fortaleza existente e as suas maiores igrejas foram erguidos em pedra durante o início do reinado de Ivan, o Terrível sob influência do Metropolita Filipe. Em pleno cisma da Igreja Russa, os monges expulsaram os representantes do czar de Solovki, precipitando um cerco de oito anos às ilhas pelas forças do czar Aleixo I. 

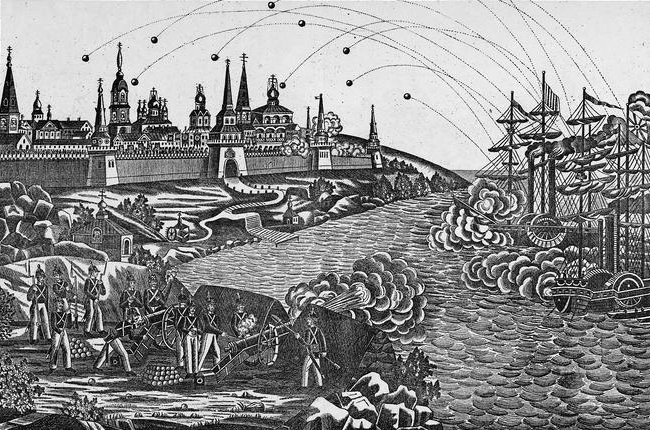
"Bombardeamento do mosteiro de Solovetski pela Royal Navy na Guerra da Crimeia". Trata-se de um lubok (gravura popular) de 1868.

Ao longo do período imperial da história russa, o mosteiro foi famoso como praça-forte que repelia ataques estrangeiros durante a Guerra da Livónia (século XVI), o Tempo de Dificuldades (século XVII), a Guerra da Crimeia (século XIX), e a Guerra Civil Russa (século XX).

## Campo de trabalhos
Após a Revolução de Outubro, as ilhas tiveram notoriedade como local do primeiro campo de prisioneiros soviético (gulag). Inaugurado em 1921, quando Vladimir Lenin era ainda o líder da Rússia Soviética, o campo duraria até 1939, às portas da Segunda Guerra Mundial.  No início da guerra, havia um campo de treino naval para a Frota do Norte.
Em 1974, as ilhas Solovetski foram convertidas em museu histórico e arquitetónico, além de reserva natural da União Soviética. Em 1992, foram inscritas como Património Mundial "como extraordinário exemplo de uma povoação monástica em ambiente inóspito do norte da Europa, e que admiravelmente ilustra a fé, tenacidade e iniciativa das comunidades religiosas medievais tardias". Hoje, as Solovki são vistas como uma atração turística do Norte Russo.
| Imagem: Conjunto Histórico, Cultural e Natural das Ilhas Solovetski | O arquipélago das Ilhas Solovetski inclui o sítio "Conjunto Histórico, Cultural e Natural das Ilhas Solovetski", Património Mundial da UNESCO. |  |